# Noctitrella plurilingua
Noctitrella plurilingua är en insektsart som beskrevs av Sigfrid Ingrisch 1997. Noctitrella plurilingua ingår i släktet Noctitrella och familjen syrsor. Inga underarter finns listade i Catalogue of Life.